# Tragheim (Królewiec)
Tragheim – dawna wieś pruska położona na płn. od zamku, później część śródmieścia Królewca. Do 1945 siedziba parafii ewangelickiej.

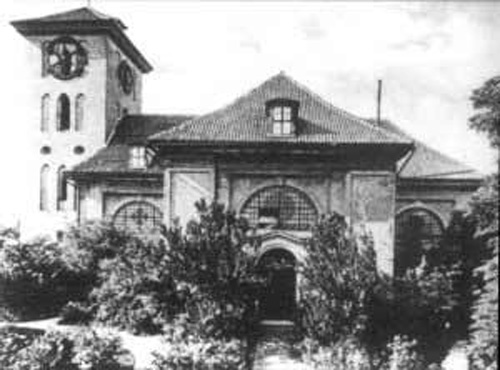
Królewiec, kościół na Tragheim przed 1939

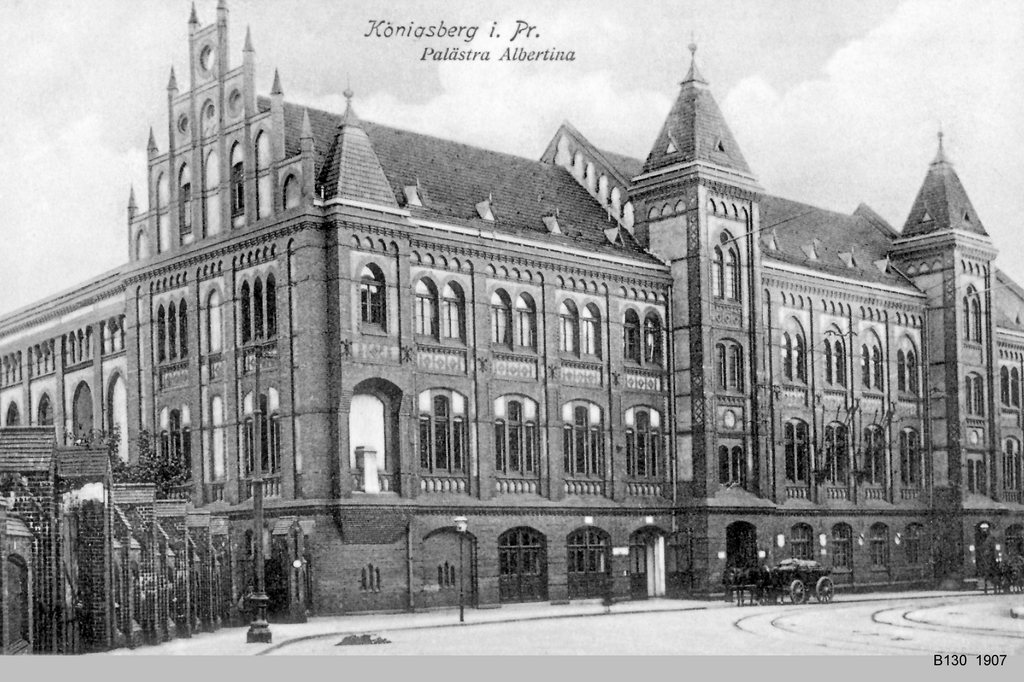
Palaestra Albertina w pocz. XX w.

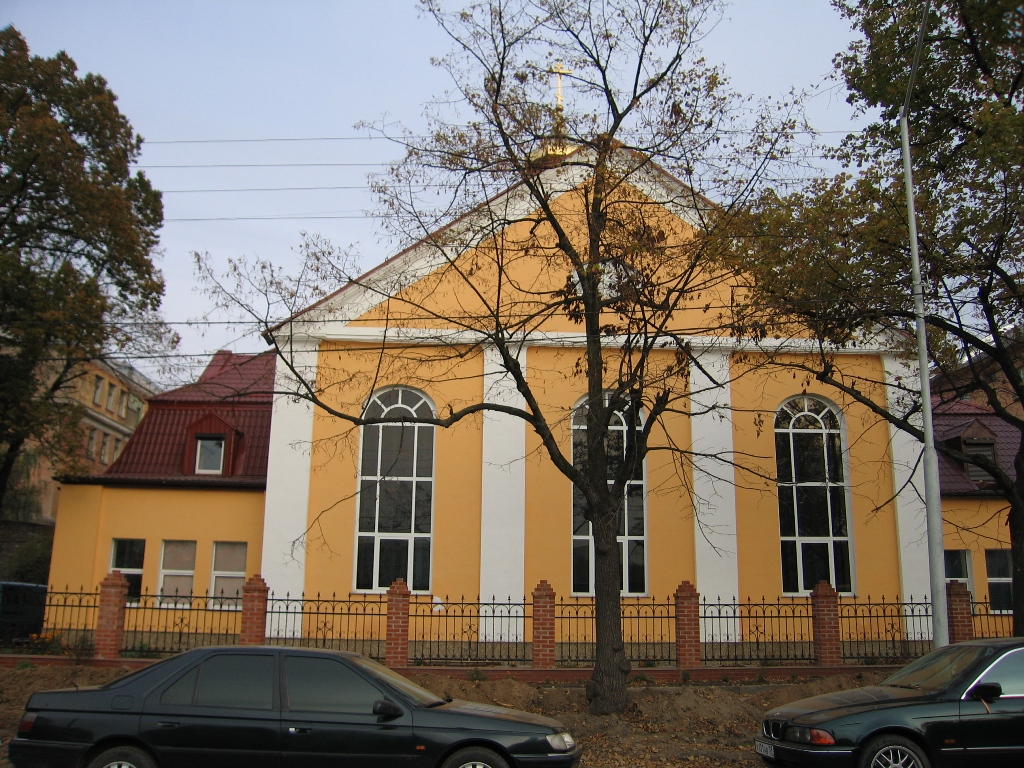
Dawny dom parafialny na Tragheim

Nazwa obejmowała teren pomiędzy Steindamm, wałami miejskimi i Stawem Zamkowym. Pierwsza wzmianka o wsi pochodzi z 1300, w 1577 jako wolnizna (niem. Freiheit) otrzymała własny herb i wilkierz. W 1624 mieszkańcy zakupili teren książęcej cegielni z przeznaczeniem na cmentarz. Stojącą tam szopę zaadaptowano na szkołę i kaplicę pogrzebową. Fachwerkowy kościół poświęcono w 1632, jako filialny Lipnika. W 1636 powstała samodzielna parafia. Kościół na Tragheim (niem. Tragheimer Kirche) był bogato wyposażony i ozdobiony malowidłami. W 1690 roku wieżę z wysokim hełmem pokryto nowym miedzianym poszyciem. W roku 1707 stary kościół rozebrano (z wyjątkiem wieży) i latach 1708–1710 wzniesiono murowany barokowy kościół według planów Joachima Ludwiga Schultheißa von Unfriedt, na rzucie krzyża greckiego o ramionach długości ok. 33 m. i wysokości wnętrza 9,80 m. Po pożarze odbudowany w latach 1783–1784 (proj. budowniczy Jetter), z tego czasu pochodziło skromne wyposażenie wnętrza. Mimo usiłowań nigdy nie odbudowano hełmu wieży obniżonej i krytej prowizorycznym daszkiem. W mury zewnętrzne wmurowano kilka nagrobków z dawnego cmentarza, z czasem przekształconego w park. Kościół został zniszczony w 1945 r., ruiny rozebrano pod koniec lat 60. XX w., podczas budowy ul. gen. Sommera (ros. ул. ген. Соммера). W tym kościele w 1836 niemiecki kompozytor Richard Wagner poślubił Minnę Planer. Przy ul. Baranowa (ros: ул. Баранова) stoi dawny dom parafialny z 1911, obecnie należący do eparchii smoleńsko-kaliningradzkiej Kościoła Prawosławnego. Na Tragheim znajdowała się ponadto siedziba zboru baptystów.
W okresie nowożytnym na Tragheim budowało domy z ogrodami wielu zamożnych mieszkańców miasta i szlachty. Przy dawnej ul. Hintertragheim miały siedziby trzy loże masońskie: "Pod Trzema Koronami" (Dreikronenloge) założona 1746, "Pod Trupią Czaszką" (Zum Totenkopf), założona 1772 i Immanuela (Immanuelloge), założona 1864.
Tu znajdowała się XIX-wieczna siedziba rejencji królewieckiej. Powstało ponadto szereg zabudowań uniwersyteckich, z których zachowała się Palaestra Albertina – ośrodek sportowy, zbudowany w stylu neogotyckim. 